# Blyn
|  | Dieser Artikel wurde aufgrund von inhaltlichen Mängeln auf der Qualitätssicherungsseite des Projektes USA eingetragen. Hilf mit, die Qualität dieses Artikels auf ein akzeptables Niveau zu bringen, und beteilige dich an der Diskussion! Eine nähere Beschreibung der zu behebenden Mängel fehlt. |

Blyn  ist eine Ortschaft das als Census-designated place ausgewiesen ist. Sie liegt im US-Bundesstaat Washington. Das U.S. Census Bureau ermittelte bei der Volkszählung 2020 eine Einwohnerzahl von 108.